# Sérgio Aliste
Sérgio Aliste (* 20. Jahrhundert) ist ein ehemaliger chilenischer Radrennfahrer.

## Sportliche Laufbahn
Aliste war im Bahnradsport und im Straßenradsport aktiv. Bei den Panamerikanischen Spielen 1979 gewann er mit Fernando Vera, Roberto Muñoz und Richard Tormen die Goldmedaille in der Mannschaftsverfolgung. 1981 siegte er im Punktefahren der Panamerikanischen Meisterschaft. 1980 wurde er Dritter der Panamerikanischen Meisterschaft in der Mannschaftsverfolgung. 
In der Chile-Rundfahrt 1977 und 1979 holte er jeweils einen Etappensieg. Der 3. Platz 1980 war sein bestes Gesamtergebnis in dem Etappenrennen. Das Eintagesrennen Prova Ciclística 9 de Julho gewann er 1979. 1981 kam er im Straßenrennen der Panamerikanischen Meisterschaft auf den dritten Rang.